# Voznesénskaya (Krasnodar)
Voznesénskaya (del ruso: Вознесе́нская) es una stanitsa del raión de Labinsk del krai de Krasnodar, en el sur de Rusia. Está situada a orillas del río Chamlyk, tributario del Labá, afluente del Kubán, 25.6 km al sureste de Labinsk y 167 km al sureste de Krasnodar, la capital del krai.  Tenía 6 546 habitantes en 2010
Es cabeza del municipio Voznesénskoye, al que pertenecen asimismo Vesioli, Yerióminskaya, Krasni, Séverni, Selski Pajar, Jachivan y Jlebodarovski.

## Historia
La localidad fue fundada en 1841, junto con Labínskaya, Chamlykskaya y Urúpskaya, en el marco del desplazamiento de la línea defensiva contra los pueblos adigué, del río Kubán al Labá. Se trasladaron en un primer momento 160 familias de cosacos de Kubán. En 1861 tenía 2 245 habitantes. Se instalaron varios artesanos y la fábrica de cerveza Razutova. En 1880 se instaló la primera escuela parroquial. Para 1897 eran ya 14 las escuelas en la localidad y una especializada en apicultura y horticultura. En 1911 se construyó la primera escuela femenina. 
Hasta 1920 perteneció al otdel de Labinsk del óblast de Kubán. De 1924 a 1929 fue centro administrativo del raión de Voznesénskaya.

## Demografía
| 1890  | 1959  | 1979  | 2002  | 2010  |
| ----- | ----- | ----- | ----- | ----- |
| 9 529 | 9 031 | 7 228 | 6 920 | 6 546 |

### Composición étnica
De los 6 920 habitantes que tenía en 2002, el 88.5 % era de etnia rusa, el 1.9 % era de etnia armenia, el 1.5 % era de etnia ucraniana, el 1.5 % era de etnia georgiana, el 1 % era de etnia turca, el 0.7 % era de etnia bielorrusa, el 0.7 % era de etnia azerí, el 0.6 % era de etnia griega, el 0.4 % era de etnia adigué, el 0.3 % era de etnia tártara, el 0.2 % era de etnia alemana y el 0.1 % era de etnia gitana.

## Economía y transporte
En la localidad se hallan la panificadora 000 Voznesenski jlebokombinat, las empresas agrícolas OOO AF Rodina, OOO SZhK Kerd y OOO AF Progres.